# Xystrocera semperi
Xystrocera semperi är en skalbaggsart som beskrevs av Stefan von Breuning 1957. Xystrocera semperi ingår i släktet Xystrocera och familjen långhorningar.
Artens utbredningsområde är Filippinerna. Inga underarter finns listade i Catalogue of Life.